# Jacek Marek

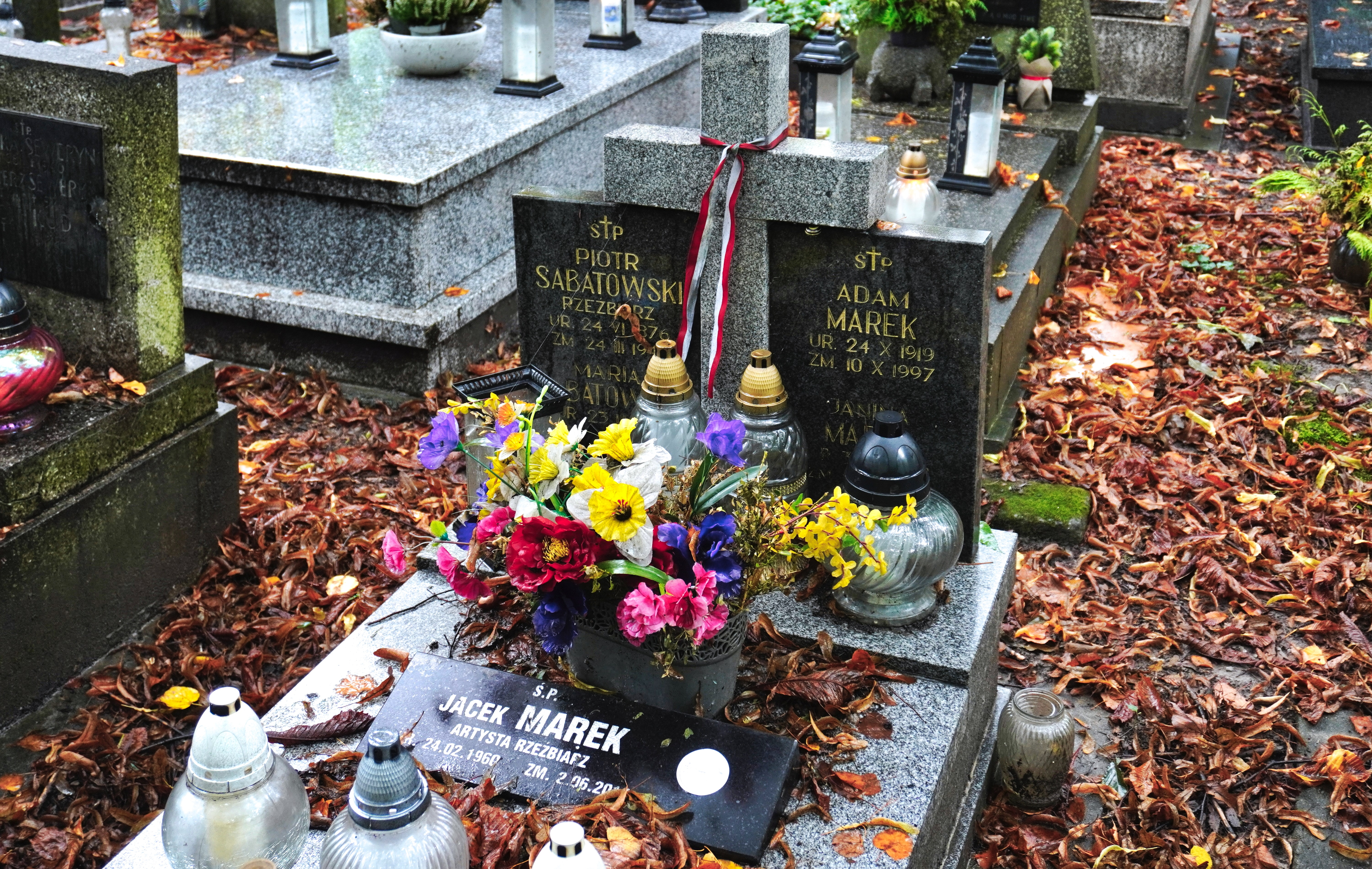
Grób Jacka Marka na Cmentarzu Rakowickim w Krakowie

Jacek Marek (ur. 20 lutego 1960 w Bytomiu, zm. 2 czerwca 2016 w Krakowie) – polski artysta, rzeźbiarz, projektant oraz autor Krzyża Katyńskiego w Krakowie oraz Krzyża przy Kopcu Józefa Piłsudskiego.

## Życiorys
Absolwent wydziału rzeźby Akademii Sztuk Pięknych im. Jana Matejki w Krakowie. Działacz Solidarności.
Żonaty, miał dwójkę dzieci – Emilię i Michała.

## Odznaczenia
7 kwietnia 2016 r. w Krakowie został odznaczony Krzyżem Wolności i Solidarności.